# Molophilus grampianus
Molophilus grampianus är en tvåvingeart som beskrevs av Alexander 1930. Molophilus grampianus ingår i släktet Molophilus och familjen småharkrankar. Inga underarter finns listade i Catalogue of Life.